# Giorgini (famiglia)
La famiglia Giorgini di Montignoso ha partecipato dal Settecento in poi alla storia dello stato di Lucca, del granducato di Toscana e dell'Italia unita.

## Dalle origini all'Ottocento
Le prime tracce della famiglia si trovano a Montignoso, terra della Repubblica di Lucca nel secolo XVII, provenienti da Lucca dove erano mercanti di stoffe. 

Si trova un Niccolao che ebbe un figlio di nome Giorgio, che sposò Domenica Marchini.
Dalla coppia nacque Niccolao Romano che si maritò con Maria Antonia Sforza che nel 1739 dette alla luce Giorgio il quale fu ascritto alla nobiltà lucchese e ne diventò Consigliere di Stato. Fu anche commissario per il Comune di Montignoso.

## Niccolao Giorgini
Suo figlio Niccolao (1773-1854) già da giovane ricoprì il grado di capitano delle milizie montignosine e poi tutte le più importanti cariche di governo: fu prefetto della Garfagnana e di Massa, Consigliere di Stato e componente della Corte dei Conti sotto il principato di Elisa Bonaparte Baciocchi, sorella di Napoleone, di cui fu uno dei principali consiglieri e collaboratori diventando un fondamentale punto di riferimento nella politica del principato elisiano; per oltre un ventennio fu Gonfaloniere di Lucca, durante il regno di Maria Luisa di Borbone prima, e del duca Carlo Ludovico poi.

## Gaetano Giorgini
Gaetano Giorgini compì gli studi presso l'École polytechnique. Fu padre di Giovanni Battista Giorgini, che sposò una figlia di Alessandro Manzoni.

## Giovanni Battista Giorgini (1818-1908)
I suoi genitori erano Gaetano e Carolina Giorgini. Dopo aver ottenuto la laurea in Giurisprudenza all'Università di Pisa, iniziò la sua carriera universitaria come docente di Istituzioni di diritto criminale all'Università degli Studi di Siena (1840), poi di Istituzioni canoniche presso la stessa Università di Pisa (1843).
Dal 1860 al 1872 fu Deputato del Regno d'Italia nel Collegio di Lucca.
Il 27 settembre 1846, a Nervi, fu marito di Vittoria, figlia di Alessandro Manzoni ed Enrichetta Blondel, dalla quale ebbe tre figli.
Ha svolto importanti studi storici e giuridici.

## Carlo Giorgini (1820-1887)
Carlo, fratello di Giovanni Battista, seguì come il padre Gaetano studi di ingegneria idraulica e si occupò di politica a livello locale.

## Giovanna Giorgini (1822-1904)
Giovanna, sorella di Giovanni Battista e Carlo, colta ed energica, sposò Raffaello Sardi. Madre di Cesare Sardi e nonna della scrittrice Adelaide Sardi, si occupò di politica e cultura nella nativa Lucca. Amica e protettrice di Massimo D'Azeglio e di Matilde Manzoni, sorella della cognata Vittoria.

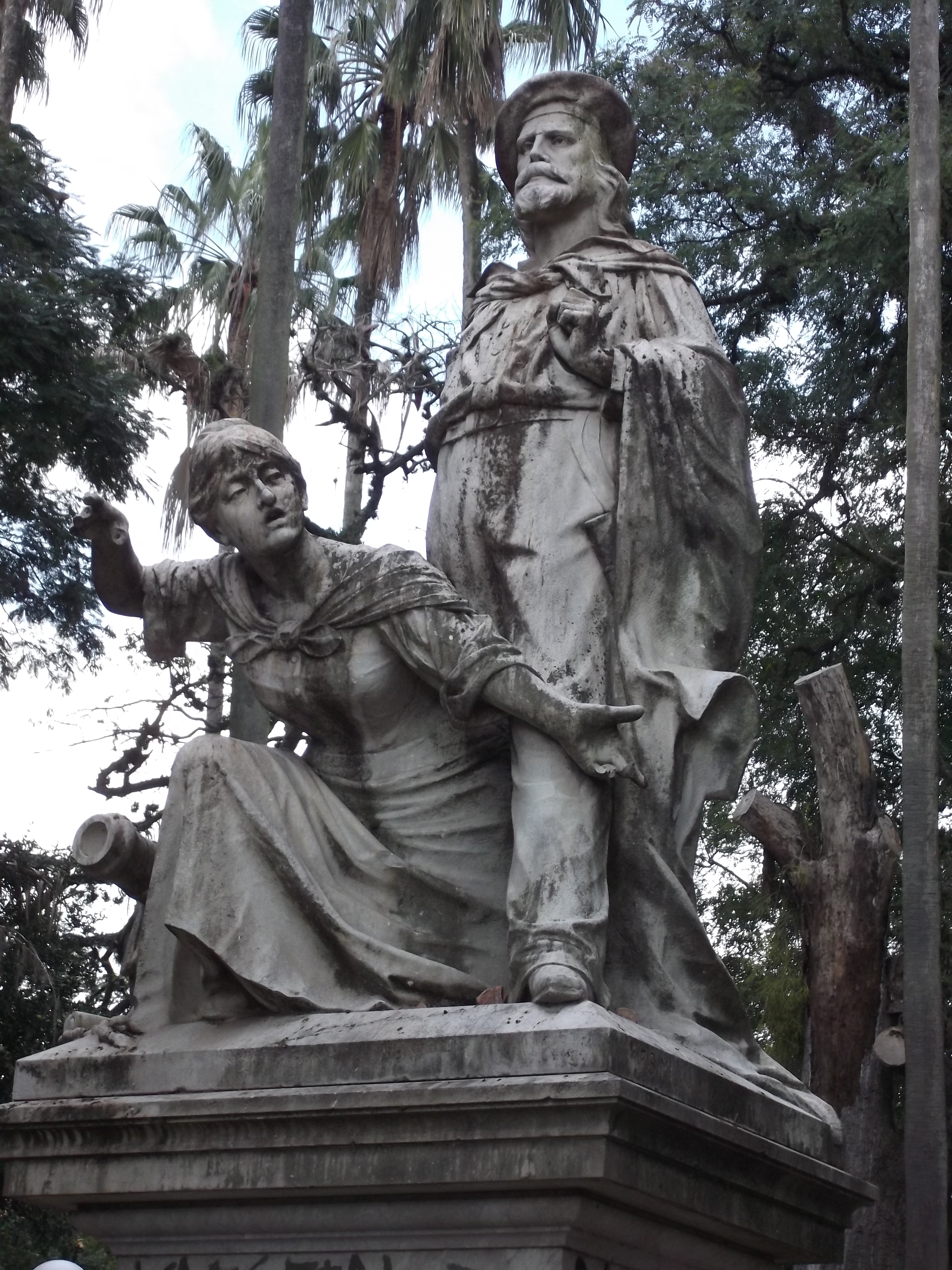
Monumento a Garibaldi di Vittorio ed Alessandro Giorgini

## Vittorio Giorgini (1860-1919)
Il secondogenito di Carlo, Vittorio, nato al Forte nel 1860 e morto a Massa nel 1919, fu pittore (anche se il padre osteggiò questa passione) e fu molto amico di Filadelfo Simi, artista versiliese dell'Ottocento: insieme aprirono un laboratorio artistico e, grazie alla sinergia fra l'attività imprenditoriale col fratello Alessandro si aggiudicarono la realizzazione del monumento a Garibaldi che si trova a Porto Alegre in Brasile.
Vittorio non fu solo un pittore e un industriale, ma si impegnò molto per Forte dei Marmi, che allora era un paludoso e malsano luogo di mare destinato a deposito dei marmi: fece aprire l'ufficio postale e la prima farmacia, fece in modo che la tranvia viareggina arrivasse fino lì e dette impulso notevole ad una serie di opere pubbliche tra cui il viale a mare. 
 Sposò Florence Rochat, discendente da una famiglia di svizzeri valdesi da cui nacquero sette figli: Gaetano (morto poco dopo la nascita), Margherita (Ghita), Giorgina (Lola), Carlo (sindaco di Massa dal 1922 al 1925), Giovanni Battista (1898-1971), Mario e Vittorina, valente pittrice come il padre.

## Giovanni Battista Giorgini (1898-1971)
Giovanni Battista, detto Bista come il suo prozio, relatore il 17 marzo 1861, della legge istitutiva dello stato unitario, nacque a Forte dei Marmi nel 1898. Fu con il fratello Carlo, volontario nella prima guerra mondiale, lasciò gli studi dopo la morte del padre e si occupò dell'azienda di famiglia, una cava di marmo con segheria a Massa. Sposò Zaira Augusta (Nella) Nanni di Savona. Nel 1922 si trasferì a Firenze dove aprì un "buying office", ufficio di assistenza agli acquisti per importatori e grandi magazzini Nord Americani, contribuendo a far conoscere il Made in Italy nel mondo. Il 12 febbraio 1951 organizzò nella sua casa fiorentina la prima sfilata collettiva di alta moda italiana. Per 15 anni, fino al 1965, diresse le presentazioni della moda, tenute dal luglio del '52 nella Sala Bianca di Palazzo Pitti. Inventore del "marketing" moderno, accompagnò le sfilate con eventi mondani e culturali. Portò a Firenze divi di Hollywood, registi come Alfred Hitchcock, politici come Truman, giornalisti, ambasciatori e uomini di cultura. A lui si deve il lancio di talenti come Capucci, Galitzine, Krizia, Valentino. Lasciata la direzione delle manifestazioni, in cui accanto all'abbigliamento venivano presentati accessori, gioielleria ed altro, si dedicò all'attività di promozione ed esportazione del Made in Italy, aprendo tra l'altro il mercato giapponese. Morì a Firenze nel gennaio del 1971.

## Mario Giorgini
Suo fratello Mario fu un ammiraglio della Marina Militare italiana  promotore del progetto SLC, ovvero Siluro a lenta corsa.

## Vittorio Giorgini
Vittorio Giorgini, figlio di Giovanni Battista,  (Firenze, 1926 – Firenze, 19 febbraio 2010) è stato un architetto italiano.